# Cross City
Cross City – miasto w Stanach Zjednoczonych, w stanie Floryda, siedziba administracyjna hrabstwa Dixie.